# Glenea rufifrons
Glenea rufifrons là một loài bọ cánh cứng trong họ Cerambycidae.